# 교각

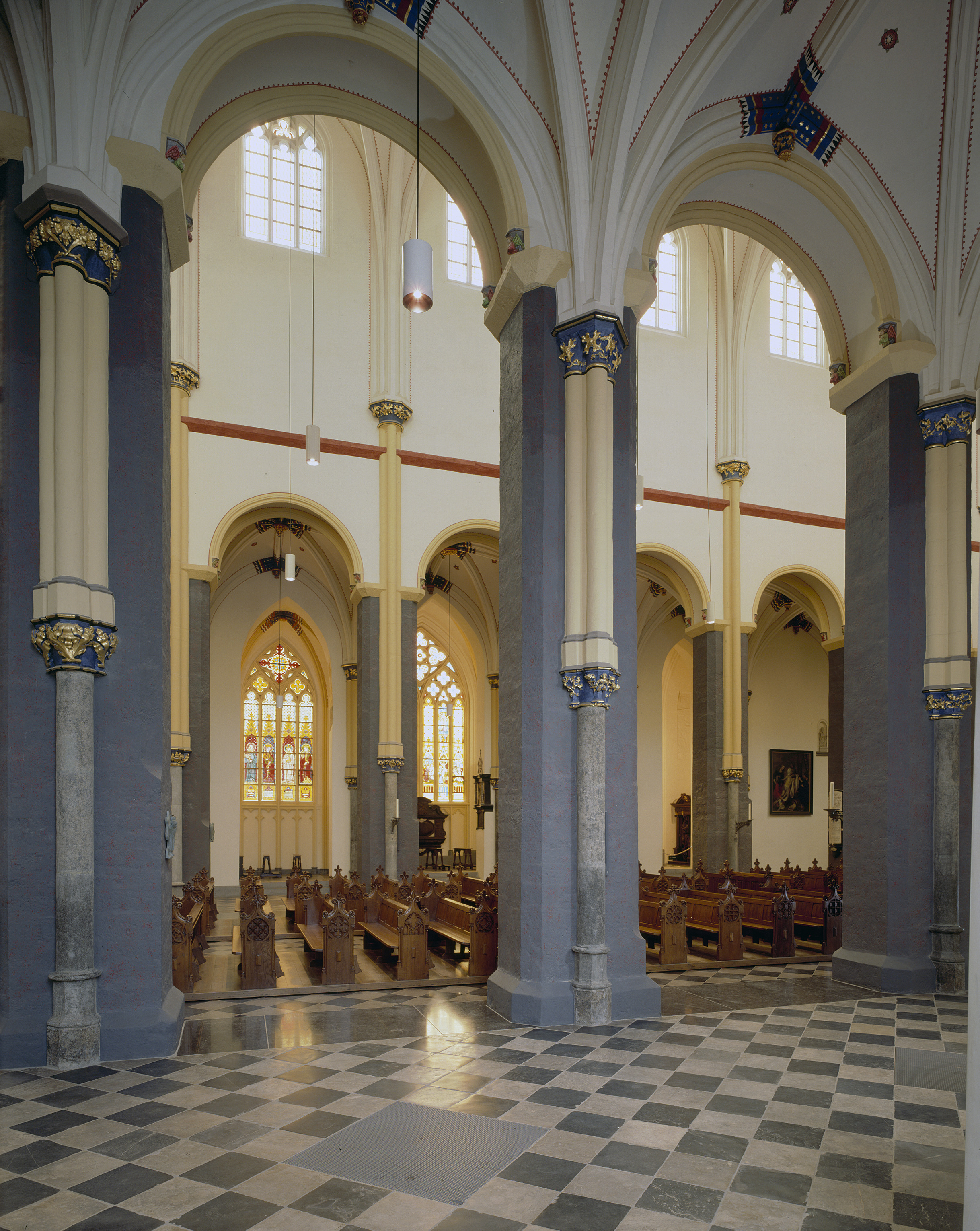

교각(橋脚)은 다리의 상부구조의 하중을 기초에 안전하게 전달하는 교량의 ‘발’ 또는 ‘기둥’에 해당한다. 교각은 또한 유수(流水)에 대하여 교량의 안전을 확보할 수 있어야 한다.
- 교각의 종류
  - 중력식 교각, 반중력식 교각, 라멘식 교각, 원통형 교각, 중공 교각, 문형 교각 등이 있다.

## 교각에 작용하는 외력
교각의 설계시 고려해야 할 하중은 상부구조로부터 전달되는 하중뿐 아니라 교각 자체의 하중과 유수에 의한 유압, 바람에 의한 풍압, 지진을 견딜 수 있는 설계이어야 한다.
- 수직력: 상부구조물로부터 전달되는 하중, 교각 자체의 하중, 충격.
- 수평력
  - 유수압: 유수에 의한 교각에 작용하는 수평력
  - 풍하중 또는 풍압: 교량이 설치된 지역의 바람으로 인해 교각에 작용하는 수평력.

## 같이 보기
- 교량의 구조와 명칭